# Allomerus
Allomerus – rodzaj mrówek z podrodziny Myrmicinae.

## Gatunki
Rodzaj obejmuje trzy gatunki:
- Allomerus decemarticulatus Mayr, 1878
- Allomerus octoarticulatus Mayr, 1878
- Allomerus vogeli Kempf, 1975